# EHC Uzwil
Der EHC Uzwil ist ein Eishockeyclub aus Uzwil im Kanton St. Gallen. Er wurde 1941 gegründet und spielt in der Uzehalle.

## Geschichte
Im Jahr 1958 gelang der 1. Mannschaft der Aufstieg in die 1. Liga, ein Jahr darauf wurde die Kunsteisbahn in Uzwil eröffnet. In der Saison 1967/68 wurden die Uzwiler zum ersten Mal Schweizer Amateurmeister und stiegen in die NLB auf. Ein Jahr später erfolgte der Abstieg, zwei Jahre darauf, 1970, der Wiederaufstieg in die NLB.
In der Saison 1971/72 nahm Uzwil sogar an den Aufstiegsspielen in die NLA teil, schaffte die Promotion aber nicht und stieg ein Jahr später wieder ab. Im Jahr 1974, beim NLB-Aufstiegsspiel gegen den EV Zug, spielte der Verein vor einer Heim-Rekordkulisse von über 4000 Zuschauern, unterlag jedoch. Der erneute Aufstieg in die NLB gelang 1975, Uzwil stieg aber wieder ab.
1983 wurde die Kunsteisbahn überdacht und so zur Uzehalle. Bei den Bauarbeiten stürzte die Halle ein und begrub mehrere Menschen unter sich (ein Todesfall). Die Uzehalle wurde 1998 erstmals renoviert. Am 23. August 2020 hat die Uzwiler Stimmbevölkerung mit 1'890 Ja-Stimmen gegen 442 Nein-Stimmen einer umfassenden Sanierung und dem dafür benötigten Kredit mit 5.8 Mio.CHF deutlich zugestimmt. Die Arbeiten sind bis September 2021 abgeschlossen worden, wobei mit der Fotovoltaikanlage auf dem Dach rund 70 % des Energiebedarfs der Halle gedeckt wird. Zu Diskussionen Anlass gab die Farbwahl mit grün und weiss durch die Gemeindeverwaltung, zumal diese Kolorierung weder im blau-gelben Gemeindewappen noch in den Clubfarben des EHC Uzwils vertreten ist.
Im Jahr 1987 schaffte der Verein zum bislang letzten Mal den Aufstieg in die NLB. Nach drei Saisons in der NLB mit angemessenem sportlichen Erfolg (im Herbst 1988 war Uzwil mehrere Wochen lang Tabellenführer) musste der EHC Uzwil am Ende der Saison 1989/90 wieder absteigen. Der Abstieg wurde begleitet von einem Schuldenberg. Unter den Präsidenten Albert Vincenz und Christian Weber wurde der Club in den 1990er-Jahren konsequent saniert. Seither spielt der EHC Uzwil bis zur Saison 2012/13 ununterbrochen in der 1. Liga.
Im Jahr 2001 wurde der EHC Uzwil zum zweiten Mal Schweizer Amateurmeister, verzichtete aber bereits im Vorfeld auf einen Aufstieg in die NLB. Cheftrainer von 2007 bis 2013 war Roger Bader, der bereits von 1994 bis 2001 in Uzwil tätig war. 2013 stieg der EHC in die 2. Liga ab.
Saison 2000/01 (1. Liga Ost): Die Vorrunde wurde auf dem 1. Platz (von 12) mit 33 Punkten abgeschlossen. In den folgenden Playoffs gewann man im Viertelfinal gegen den EHC Seewen-Herti, im Halbfinal gegen den EHC Wetzikon und im Final gegen den EHC Winterthur. Durch diesen Erfolg war man für den Ligafinal qualifiziert, welcher mit 4 Siegen ohne Niederlage gegen den SC Lyss und gegen den HC Franches-Montagnes souverän gewonnen wurde. So durfte der EHC Uzwil am 24. März 2001 den Titel des Schweizer Amateurmeisters zum zweiten Mal nach 1968 feiern.
Saison 2001/02 (1. Liga Ost): Als 3. (von 12 Teams) qualifizierte man sich mit 29 Punkten für die Playoffs. In der ersten Runde konnte man den EHC Wetzikon bezwingen, scheiterte aber dann im Halbfinal gegen den EHC Dübendorf.
Saison 2002/03 (1. Liga Ost): Mit 27 Punkten schaffte man auf dem 6. Rang (von 13 Teams) den Einzug in die Playoffs, verlor aber bereits im Viertelfinal gegen den EHC Dübendorf.
Saison 2003/04 (1. Liga Ost): Auf dem 9. Rang (von 12 Teams) hatte man das Playoff mit 20 Punkten nur um 1 Punkt verpasst. Die Relegation konnte dann souverän mit 5 Siegen und 1 Niederlage auf dem 1. Platz gesichert werden.
Saison 2004/05 (1. Liga Ost): Als 2. (von 12) mit 31 Punkten gelang der Einzug ins Playoff. Das Viertelfinal konnte gegen GDT Bellinzona gewonnen werden, doch den Halbfinal hat man gegen den EHC Dübendorf verloren.
Saison 2005/06 (1. Liga Ost): Die Vorrunde wurde mit 29 Punkten auf dem 4. Rang (von 12 Teams) abgeschlossen. In der ersten Runde des Playoffs ist man gegen den Derbynachbar EC Wil ausgeschieden.
Saison 2006/07 (1. Liga Ost): Mit 37 Punkten aus der Vorrunde wurde der 4. Rang (von 12) gesichert. Im Playoff konnte man sich gegen den EHC Frauenfeld durchsetzen, um dann im Halbfinal gegen den EHC Dübendorf zu scheitern.
Saison 2007/08 (1. Liga Ost): Nach dem 5. Rang (von 12 Teams) mit 32 Punkten in der Vorrunde, scheiterte man bereits im Playoff-Viertelfinal am EHC Frauenfeld.
Saison 2008/09 (1. Liga Ost): Diese Vorrunde wurde auf dem 8. Rang (von 13 Teams) mit 32 Punkten beendet; in der Qualifikation schaffte man mit 2 Siegen und 4 Niederlagen den Ligaerhalt, rutschte aber auf den 10. Schlussrang.
Saison 2009/10 (1. Liga Ost): Als 6. (von 12 Teams) mit 34 Punkten aus 22 Spielen schaffte man den Einzug ins Playoff. Dort unterlag der EHC Uzwil gegen den nach der Hauptrunde erst klassierten EHC Dübendorf mit 0:6.
Saison 2010/11 (1. Liga Ost): Mit 27 Punkten aus 22 Spielen schloss man die Saison auf dem 7. Platz (von 12) ab. In der Qualifikationsrunde gelangen 3 Siege aus 5 Spielen, sodass der Ligaerhalt ohne Teilnahme an der Abstiegsrunde gesichert werden konnte.
Saison 2011/12 (1. Liga Ost): Die Hauptrunde wurde als 11. (von 12 Mannschaften) mit 22 Punkten aus 22 Spielen abgeschlossen. Auch in der Qualifikationsrunde wurden nur 5 Punkte aus 5 Spielen erzielt. Aber in der Abstiegsrunde konnte dann gegen vier Teams mit 5 Siegen aus 6 Spielen der Ligaerhalt gesichert werden.
Saison 2012/13 (1. Liga Ost): Als 10. (von 12) mit 20 Punkten aus 22 Spielen musste der EHC Uzwil in die Abstiegsrunde. Im Playout rutschte man dann mit lediglich 8 Punkten aus 10 Spielen zwei weitere Plätze nach unten und musste als 12. in die 2. Liga absteigen.
Saison 2012/14 (2. Liga Ost/2): Mit 47 Punkten aus 22 Spielen konnte die Hauptrunde als 3. (von 12) abgeschlossen werden. Doch im Viertelfinal des Playoffs verlor man gegen den EHC Dürnten mit 0:4.
Saison 2014/15 (2. Liga Ost/2): Am Ende der Saison war der EHC Uzwil auf dem 10. Rang (von 12 Teams), mit 24 Punkten aus 22 Spielen. Es fehlten nur 2 Punkte auf einen Playoff-Platz, und mit dem 10. Rang musste man nicht in der Abstiegsrunde teilnehmen.
Saison 2015/16 (2. Liga Ost/2): Diese Saison wurde auf dem 3. Platz (von 10 Mannschaften) mit 34 Punkten aus 18 Spielen abgeschlossen. Während der HC Prättigau-Herrschaft (als 1.) und der SC Herisau (als 2.) direkt in die 1. Liga aufsteigen konnten, wurde der EHC Uzwil am „Grünen Tisch“ zum Aufstieg eingeladen. Per 2016 war der Trainer Petr Rosol, der Sportchef Jan Fiala, der Vater von Kevin Fiala.
Saison 2016/17 (1. Liga Ost): Nach diesem Aufstieg in die 1. Liga konnte kein schlagkräftiges Team gebildet werden, weshalb diese Saison nur auf dem 10. Platz (von 11 Teams) abgeschlossen wurde. Dabei hatte man aus 30 Spielen lediglich 6 Punkte erzielt, nur der Derby-Nachbar EC Wil war mit 5 Punkten noch schwächer.
Saison 2017/18 (1. Liga Ost): In dieser Saison gab es zwar etwas mehr Erfolg, doch am Saisonende stand man auf Rang 9 (von 10 Mannschaften). Mit 23 Punkten aus 27 Spielen verpasste man das Playoff mit 7 Punkten Rückstand auf den 8. Rang. Eine Abstiegsrunde fand nicht statt, weil für die kommende Saison eine neue Gruppeneinteilung vom Verband vorgesehen war.
Saison 2018/19 (1. Liga Ost): Aus 27 Spielen wurden 36 Punkte erzielt, trotzdem reichte es am Ende wieder nur für den 9. Rang (von 12 Teams). Dabei verpasste das Team den Playoff-Platz um 2 Punkte. Die anschliessende Abstiegsrunde war nicht mehr relevant, da mit den Red Lions Reinach der Absteiger mit nur 6 Punkten schon vorher feststand. Nach dem Saisonende (Anfang April 2019) gab der Vorstand des EHC Uzwil bekannt, dass aufgrund der aktuellen Schuldenlast von CHF 300'000 die Formierung einer konkurrenzfähigen Mannschaft für die kommende Saison in der 1. Liga nicht möglich ist. Deshalb hat man beschlossen, sich freiwillig aus der 1. Liga zurückzuziehen und 2019/2020 nur in der 3. Liga mit einem Team anzutreten. Ein künftiger Wiederaufstieg wird von der Entwicklung im eigenen Nachwuchsbereich abhängen.
Saison 2019/20 (3. Liga Ost/4): Am 21. September 2019 spielte der EHC Uzwil zum ersten Mal in seiner Geschichte ein Heimspiel in der 3. Liga, welches mit 4:2 gegen den EHC Flims siegreich endete. Die reguläre Saison wurde mit 37 Punkten aus 18 Spielen als Tabellenführer (1. von 10 Mannschaften) erfolgreich abgeschlossen. In der ersten Runde der Playoffs scheiterte der EHC Uzwil dann aber mit zwei denkbar knappen Niederlagen (jeweils in der Overtime) am EHC Wilen-Neunform.
Saison 2020/21 (3. Liga Ost/4): Diese Saison wurde aufgrund des definitiven Meisterschaftsabbruchs am 23. Dezember 2020 coronabedingt vorzeitig beendet. Der EHC Uzwil stand zu diesem Zeitpunkt mit 4 Punkten aus 4 Spielen auf dem 7. Tabellenplatz (von 10 Teams). Wegen des Abbruchs wurden kein Auf- oder Absteiger ermittelt, die gültige Ligazugehörigkeit wurde bei allen betroffenen Teams für die kommende Saison bestätigt. Als erfreuliche Information konnte der Vorstand zum Jahresende berichten, dass die Schuldenlast des Vereins vollständig getilgt wird und man ohne Altlasten zuversichtlich in die kommende Saison schauen kann.
Saison 2021/22 (3. Liga Ost/4): Bereits seit Oktober 2020 unterstützte Don McLaren den Headcoach Willi Moser, im April 2021 übernahm Don McLaren die Position des Cheftrainers. Die reguläre Saison 2020/21 schloss der EHC auf dem dritten Platz ab, was zur Teilnahme an den Playoffs berechtigte. Am Ende der Masterround stand der EHC Uzwil an der Tabellenspitze, jedoch wurde durch die Ligaleitung der zweitplatzierte HC Ascona an die Tabellenspitze gesetzt. Im März 2022 beschloss der EHC-Vorstand, die Möglichkeit zum Aufstieg in die 2. Liga zu nutzen.
Saison 2022/23 (2. Liga Ost/2): Auf dem 8. Rang (von 10 Teams) konnte die reguläre Saison mit 21 Punkten aus 18 Spielen erfolgreich abgeschlossen werden, zumal dieser Rang für die Playoff-Spiele berechtigte. Dort traf der EHC Uzwil auf den SC Küsnacht, das erstplatzierte Team der Gruppe 1. Das erste Playoff-Spiel auswärts konnte der EHC Uzwil mit 1:2 gewinnen, verlor aber die zwei weiteren Spiele knapp mit 5:6 sowie 5:1 und ist ausgeschieden. Besonders erwähnenswert war der ligaweite Zuschauerrekord beim zweiten Playoff-Spiel am 1. Februar 2023, als über 420 Zuschauer in die Uzehalle kamen.

## Nachwuchs
Der EHC Uzwil gilt als Talentschmiede. Aus seiner Nachwuchsabteilung sind wiederholt Nationalspieler hervorgegangen wie Hugo Leuenberger, Andy Ton, die Gebrüder Lars und Sven Leuenberger, Mathias Seger und Kevin Fiala.
Die Elite-B-Junioren sind das Aushängeschild der Uzwiler Nachwuchsabteilung und schafften sogar zweimal den Aufstieg in die höchste Jugendliga der Schweiz, die Elite A. Der gute Ruf der Uzwiler Nachwuchsabteilung führt auch immer wieder junge Spieler aus der weiteren Region in die Uzehalle, um sich ausbilden zu lassen und sich für höhere Aufgaben zu empfehlen. Seit der Saison 2010/11 führt der EHC Uzwil zudem die "Hawks Hockey School" für Neueinsteiger.
Im Nachwuchs kooperiert Uzwil seit der Saison 2011/12 punktuell mit den Pikes Oberthurgau. Derzeit auf den Stufen Elite B, Novizen Elite, Novizen Top und Mini A.